# Галф-Гейт-Естейтс (Флорида)
Галф-Гейт-Естейтс (англ. Gulf Gate Estates) — переписна місцевість (CDP) в США, в окрузі Сарасота штату Флорида. Населення — 7340 осіб (2020).

## Географія
Галф-Гейт-Естейтс розташований за координатами 27°15′28″ пн. ш. 82°30′22″ зх. д. / 27.25778° пн. ш. 82.50611° зх. д. (27.257768, -82.506111).  За даними Бюро перепису населення США в 2010 році переписна місцевість мала площу 7,31 км², з яких 7,02 км² — суходіл та 0,28 км² — водойми.

## Демографія
Згідно з переписом 2010 року, у переписній місцевості мешкало 10 911 осіб у 5694 домогосподарствах у складі 2603 родин. Густота населення становила 1493 особи/км².  Було 6914 помешкання (946/км²).
Расовий склад населення:
| - 93,2 % — білих - 1,6 % — чорних або афроамериканців - 1,1 % — азіатів - 0,3 % — корінних американців - 2,0 % — осіб інших рас |

До двох чи більше рас належало 1,7 %. Частка іспаномовних становила 7,9 % від усіх жителів.
За віковим діапазоном населення розподілялося таким чином: 13,7 % — особи молодші 18 років, 54,8 % — особи у віці 18—64 років, 31,5 % — особи у віці 65 років та старші. Медіана віку мешканця становила 51,7 року. На 100 осіб жіночої статі у переписній місцевості припадало 84,0 чоловіків;  на 100 жінок у віці від 18 років та старших — 82,0 чоловіків також старших 18 років.
Середній дохід на одне домашнє господарство  становив 49 332 долари США (медіана — 42 764), а середній дохід на одну сім'ю — 62 605 доларів (медіана — 54 875). Медіана доходів становила 33 750 доларів для чоловіків та 32 029 доларів для жінок. За межею бідності перебувало 11,2 % осіб, у тому числі 9,3 % дітей у віці до 18 років та 10,0 % осіб у віці 65 років та старших.
Цивільне працевлаштоване населення становило 4725 осіб. Основні галузі зайнятості: мистецтво, розваги та відпочинок — 18,1 %, освіта, охорона здоров'я та соціальна допомога — 16,7 %, роздрібна торгівля — 16,6 %.